# Liste des fabricants de prothèses mammaires
Cet article présente une liste des fabricants de prothèses mammaires.

## Liste
| Nom de l'entreprise        | Nationalité | Situation                        |
| -------------------------- | ----------- | -------------------------------- |
| Allergan                   | États-Unis  | Active                           |
| Cereplas                   | France      | Groupe Euromi                    |
| Cloverleaf Medical         | Royaume-Uni | Active                           |
| Cosmetic Surgery Suppliers | États-Unis  | Active                           |
| Dow Corning                | États-Unis  | production d'implants interrompu |
| Hutchison Implants         | États-Unis  | Inactive                         |
| Laboratoires Arion         | France      | Active                           |
| Medicor                    | France      | Active                           |
| Poly Implant Prothèse      | France      | Liquidée                         |
| Sientra                    | États-Unis  | Active                           |
| Silimed                    | Brésil      | Active                           |